# Альтшуль, Юрий Евгеньевич
Ю́рий Евге́ньевич А́льтшуль (13 декабря 1965 — 30 марта 1999) — российский предприниматель, общественный и политический деятель Екатеринбурга, капитан запаса ВС СССР. В 1990-е годы прославился в общественности Екатеринбурга борьбой против преступных группировок в военном городке, после которой был уволен из армии по обвинению в нанесении тяжких телесных повреждений. В дальнейшем занимался предпринимательской деятельностью, сотрудничая с бизнесменом Павлом Федулёвым: руководил Лобвинским гидролизным заводом, защищая его от рейдеров из нескольких группировок. В 1999 году, будучи кандидатом в депутаты Законодательного собрания Свердловской области, стал жертвой заказного убийства.

## Биография

### Ранние годы и 32-й военный городок
Юрий Альтшуль родился 13 декабря 1965 года. Отец — Евгений Абрамович Альтшуль, родом из Краснодарского края. Юрий служил в вооружённых силах СССР, имел звание капитана спецназа; участвовал в Афганской войне, командовал разведывательной ротой. В последние годы существования СССР проходил службу в Западной группе войск в Венгрии, после распада СССР и вывода войск из Восточной Европы его роту перевели в Екатеринбург. Альтшуль впервые стал известен в Екатеринбурге тем, что в 1994 году самолично организовал борьбу в 32-м военном городке против кавказских преступных группировок, осуществлявших подпольную торговлю водкой и наркотиками, и выгнал из городка (по некоторым данным, об этом его неофициально попросило командование). Однако позже он оказался под следствием по обвинению в нанесении телесных повреждений: пострадавшие обратились в милицию по факту нанесения тяжких телесных повреждений. Рассмотрение дела в гарнизонном суде завершилось увольнением Альтшуля со службы и осуждением на 2 года условно: по некоторым данным, реального лишения свободы Альтшуль избежал только после вмешательства бизнесмена Павла Федулёва.

### Предпринимательская деятельность
Помощь Альтшулю, продолжившему свою карьеру в охранной службе, оказывал ещё один ветеран войны в Афганистане, Сергей Ознобихин (педагог по образованию), заместитель председателя Свердловской областной организации Российского союза ветеранов Афганистана (СОО РСВА), с которым Альтшуль познакомился в 1993 году. Альтшуль стал начальником службы безопасности Федулёва, которого в 1997 году правоохранительные органы начали подозревать в крупном мошенничестве с акциями и даже убийстве своих же партнёров (Андрей Якушев в 1995 и году и Андрей Соснин в 1996 году). Далее последовали его переход на нелегальное положение и последующее попадание в январе 1999 года в следственный изолятор (Федулёва освободили через год).
Осенью 1998 года Федулёв поручил Альтшулю контроль за рядом предприятий, в том числе градообразующим предприятием — Лобвинским гидролизным заводом (ЛГЗ), на который претендовали люди из Уралмашевской преступной группировки, пообещав Альтшулю половину заводской прибыли. По воспоминаниям заместителя председателя СОО РСВА Олега Рудого и согласно книге Алексея Иванова «Ёбург», за спиртзаводы в Ивделе, Лобве и Тавде шла постоянная борьба между несколькими группировками, среди которых доминировали ОПГ, представленная ОМОН под командованием генерала МВД Валерия Краева, и люди Федулёва, чьи интересы защищал СОБР под командованием полковника МВД Василия Руденко. В ходе этой борьбы ЛГЗ был настолько разорён, что рабочим уже давно не платили зарплаты. Иванов писал, что Альтшуль, увидев бедственное положение рабочих, приложил все усилия, чтобы заблокировать инициативы Федулёва по банкротству завода, и выдворил с работы двух сотрудников Федулёва — Сергея Чупахина и Сергея Лешукова. Попытка бывшего владельца надавить на Альтшуля через Руденко и убедить его прекратить свои действия закончилась неудачей: по словам родителей Юрия, Федулёв требовал от него ежемесячно по 1 миллиону рублей в качестве «отката». В дальнейшем Руденко был отстранён от исполнения своих обязанностей.
После гибели председателя СОО РСВА Виктора Касинцева, произошедшей 28 октября 1994 года, Ознобихин лишился былого влияния в своей организации, и Альтшуль включил Ознобихина в свою охрану, даже поручив ему весной 1998 года оказывать помощь в сбыте продукции ЛГЗ — в частности, технической спиртосодержащей жидкости «Кристалл» — через ряд предприятий (ежемесячно за это Ознобихин получал по 50 тысяч рублей). В 1998 году Альтшуль стал походным атаманом Исетского линейного казачьего войска (или Исетской линии Оренбургского казачьего войска), также занимал пост атамана Центрального округа Оренбургского казачьего войска. Являлся главой благотворительного фонда социальной защиты инвалидов спецподразделений «Ветераны спецподразделений».
Весной 1999 года Альтшуль готовился выдвинуть свою кандидатуру в депутаты законодательного собрания Свердловской области, баллотируясь от Орджоникидзевского округа — это была его третья попытка пройти в законодательное собрание. В августе 1998 года он уступил на выборах кандидату от блока НДНГ. Он предлагал в своей программе борьбу против коррупции и организованной преступности, а также говорил о финансировании свободной прессы в условиях свободного рынка. Главным его противником был Александр Хабаров из общественно-политического союза «Уралмаш», но ряд политологов предсказывал победу Альтшуля на выборах.
Юрий состоял в гражданском браке с 21-летней Анастасией Хлюстовой: по её словам, в адрес Юрия незадолго до его гибели стали поступать многочисленные угрозы, однако он не собирался усиливать свою личную охрану, не желая показывать собственную слабость.

### Убийство
Ознобихин, который являлся менеджером ЗАО «Русский дом», одного из посредников в схеме сбыта технического спирта, попытался получить полный контроль за сбытом продукции завода, однако Альтшуль не позволил ему добиться этого. В конце февраля — начале марта 1999 года Ознобихин решил избавиться от коллеги, обратившись за помощью к директору областной общественной организации инвалидов спорта, бывшему сотруднику транспортной милиции Игорю Сурину и пообещав ему большую партию спирта в обмен на выполнение заказа. Сурин, получив деньги на приобретение оружия, нанял директора ООО «Инметпром» Алексея Машарова, который нашёл исполнителей — слесаря-сантехника МУП «Турбоград» Романа Галеева и безработного Сергея Столярова. В обмен на ликвидацию Альтшуля им назначили вознаграждение в 100 тысяч долларов США. Сурин и Машаров снабдили обоих оружием и сообщили информацию об Альтшуле, а затем заплатили половину задатка. Киллеры организовали слежку, купив подержанный ВАЗ-2108 и выследив маршруты движения Альтшуля. Галееву поручили совершить действия так, чтобы свалить вину на членов Уралмашевского преступного сообщества, которые были главными конкурентами Альтшуля на выборах в законодательное собрание Свердловской области.
Утром 30 марта в 9:00, за четыре дня до выборов в Законодательное собрание, Галеев и Столяров подъехали к дому на улице Крестинского (Ботанический район города) на автомобиле ВАЗ-21099 белого цвета, приобретённом у скупщиков золота и числившемся в угоне. Злоумышленники оставили машину у здания бассейна школы № 180, а оружие — автоматы АКМ с глушителем и АК-74 — спрятали в мешках из-под картофеля. Галеев скрывался за углом корпуса школы, а Столяров в одежде слесаря-сантехника стоял у колодца, делая вид, что работает. Альтшуль вышел из дома № 26 по улице Родонитовая и сел в автомобиль BMW 525: за рулём был 23-летний Дмитрий Пантюхин, а Альтшуля сопровождал 24-летний охранник Олег Карандашёв, брат его жены. В тот день Альтшуль должен был выступить в эфире Свердловской государственной телерадиокомпании.
После того, как Альтшуль уселся на заднее сиденье автомобиля, Столяров дал знак Галееву действовать. Автомобиль проезжал по двору школы, когда Галеев выскочил из-за угла и менее чем с 10 м открыл огонь по машине из АКМ, не вытаскивая оружие из мешка: Галеев целился в лобовое стекло, а именно в Пантюхина и Карандашева. Альтшуль крикнул водителю, чтобы тот гнал «на полную вперёд». Столяров тут же открыл огонь по задней части автомобиля с расстояния 15—20 м. Стараясь уйти от обстрела, Пантюхин свернул с дороги и врезался в столб, а Галеев, вытащив пистолет Макарова, сделал несколько выстрелов в голову и тело Альтшуля, добив того. Киллеры сбежали на краденой машине: Столяров скрылся через несколько кварталов, а Галеев бросил машину во дворе. Оружие, из которого вёлся огонь, убийцы оставили на месте преступления. Альтшуль погиб на месте, а Карандашёв был госпитализирован в 24-ю центральную городскую больницу, где скончался от огромной кровопотери и полученных ранений (в том числе ранения лёгкого). Спасли только Пантюхина, который, однако, остался на всю жизнь инвалидом.
Юрий Альтшуль и Олег Карандашёв были похоронены в Краснодаре на Славянском кладбище, на Аллее почёта; сослуживцы установили на могиле Альтшуля мемориал с бюстом. По словам отца Юрия, Евгения Абрамовича, могилу неоднократно оскверняли вандалы.

## Расследование убийства
Следствию понадобилось 2,5 года, чтобы довести дело до конца, поскольку Пантюхин не запомнил стрелявшего. Согласно первоначальным свидетельским показаниям, убийцы Альтшуля были одеты в чёрное и не носили масок; через полчаса после поступления сообщений об убийстве Альтшуля автомобиль, на котором скрылись злоумышленники, был объявлен в розыск. Некоторое время среди обвиняемых числился другой ветеран войны в Афганистане, деятель регионального отделения блока «Единство» Евгений Петров, хотя, по словам Петрова, журналисты смешали факты убийства Альтшуля с другими преступлениями в регионе. Дом, где проживал Альтшуль, был оборудован системами видеонаблюдения, поэтому исполнители старались обходить все камеры наблюдения. Однако на видеозаписи одной из камер следователи сумели обнаружить посредников и самих исполнителей, которые проводили разведку местности. В качестве рабочих версий рассматривались как охранный бизнес Альтшуля, так и его связи с Федулёвым: отмечалось сходство убийства Альтшуля с покушениями на Виктора Касинцева, Олега Вагина и Сергея Малафеева.
Основу обвинения составили показания трёх свидетелей — ими являлись Илья Карпечко, Владимир Папин и Ольга Маркелова. Карпечко и Маркелова утверждали, что однажды Сурин оставил в их доме автомат и под угрозой смерти запретил им об этом говорить, но пара обратилась к заместителю ООО «Внешпромторг» Александру Булакову за помощью, который сообщил информацию сотруднику РУБОПа Смирнову. В марте 2000 года были арестованы Сурин и Машаров, через полтора месяца, 19 мая — Столяров и Газеев, а 20 мая был задержан Ознобихин. Всего в списке свидетелей по делу фигурировало более 60 человек, но допросить удалось лишь 15, а из допрошенных четверо были вызваны только с помощью родителей убитого. Однако на самом суде показания Карпечко и Маркеловой не приняли во внимание из-за постоянных противоречий. На суде никто из обвиняемых вину в убийстве не признавали: Сурин, Ознобихин и Столяров отказались давать показания, а Машаров и вовсе заявил, что его пытались под пытками заставить написать чистосердечное признание.
Адвокаты Ознобихина утверждали, что у него не было корыстных мотивов для убийства Альтшуля; об этом же говорил заместитель Альтшуля и финдиректор, также ветеран спецподразделений Василий Леон, которого Федулёв в итоге отстранил от дел с формулировкой «за нечистоплотность и сокрытие доходов». Родители покойного, первоначально отказываясь от услуг адвоката, вынуждены были позже обратиться за юридической помощью, поскольку им казалось, что суд неспособен доказать очевидное. Позже они уехали из города, заявив, что их сын «стал неудобен высокопоставленным чинам города за публичные разоблачения наркомафии и коррупции». Галеев в начале процесса взял вину на себя, назвав заказчиками и посредниками других людей, которых в итоге не нашли, однако перед оглашением приговора резко изменил показания, заявив о своей полной непричастности к убийству: по его словам, он намеревался только ограбить Альтшуля, у которого в сейфе дома хранилось несколько сотен тысяч долларов США. Выживший водитель Пантюхин перед приговором выражал большие сомнения в вероятности признания всех пятерых виновными. Однако 28 ноября 2001 года Свердловский областной суд приговорил Сергея Ознобихина как заказчика убийства к 17 годам лишения свободы в колонии строго режима, Машарова и Сурина как посредников — к 15 и 16 годам лишения свободы, а исполнителей Столярова и Галеева — к 22 и 23 годам лишения свободы, обязав их выплатить родителям Альтшуля 100 тысяч рублей в качестве морального ущерба. Корыстного мотива в деятельности Ознобихина суд не обнаружил.
По мнению Алексея Иванова и журналистов «Новой газеты», в гибели Альтшуля мог быть заинтересован, прежде всего, сам Федулёв, поскольку Альтшуль, с их точки зрения, остановил деятельность Федулёва по доведению до конца процедуры банкротства градообразующего предприятия, а угрозами и шантажами убедить Альтшуля отказаться от своих намерений Федулёв не сумел. Уже после гибели Альтшуля вернуть завод Чупахину и Лешукову потребовали от заместителя Альтшуля, бывшего бойца спецназа Василия Леона, однако он отказался: по его словам, на него давил начальник отдела УБОП Сергей Васильев, который обвинял Леона в краже «общака ФСБ, УБОПа и других "силовиков" области». Тем не менее, против Федулёва обвинений в организации убийства Альтшуля не было предъявлено, а губернатор Свердловской области Эдуард Россель оказал всю возможную поддержку Федулёву при последующем избрании того в Законодательное собрание. Также рассматривалась версия о политической версии убийства и о причастности «уралмашевских» к этому, поскольку в своей предвыборной программе Альтшуль неприкрыто критиковал ОПС «Уралмаш»; в 1998 году при подобных обстоятельствах был застрелен партнёр Альтшуля по бизнесу, адвокат Георгий Степаненко, баллотировавшийся в депутаты от Орджоникидзевского района. Сам лидер общественно-политического союза «Уралмаш» Александр Хабаров отрицал свою причастность к убийству Альтшуля, равно как и наличие каких-либо связей с ним. Общественность осталась недовольной приговором по делу Альтшуля, не веря в версию о корыстных мотивах Ознобихина.

### Пресса
- Виктор Смирнов. Казака Альтшуля погубил спирт // КоммерсантЪ. — 2001. — 8 октября (№ 183).
- Виктор Смирнов. Ветеран спецназа опять оказался неудобен // КоммерсантЪ. — 2001. — 29 ноября (№ 219).
- Виктор Смирнов. Афганцы тяжело в бизнес въезжают // КоммерсантЪ. — 2001. — 10 октября (№ 185).
- Сага Свердловская. Чисто конкретная // Новая газета. — 2000. — 25 сентября (№ 70).
- Виктор Белимов. Павший в борьбе за спирт // Время новостей. — 2001. — 29 ноября (№ 220).
- Водочный «заказ» // Сегодня. — 2000. — 14 ноября (№ 42 (81)).

### Интернет-издания
- Олег Логинов. Самые заказные убийства на Среднем Урале. Смертельный список: Цыганов, Вагин, Лебедев, Альтшуль, Широков, Кучин, Овчинников... Ведомости Урал (24 января 2013). Дата обращения: 27 июня 2020.
- «Четыре жмура в дорогих костюмах лежали в лужах крови». Читайте первые главы новой книги Алексея Иванова «Ёбург»: об Олеге Вагине, ОПС «Уралмаш», Романе Тягунове и Павле Федулеве. БОНУС – Александр Новиков. Znak.com (23 декабря 2013). Дата обращения: 27 июня 2020.
- Как расстреляли ветерана спецназа. Истории уральских сыщиков. КоммерсантЪ (4 июля 2020). Дата обращения: 3 ноября 2022.